# Július Šimon
Július Šimon (* 19. Juli 1965 in Lučenec) ist ein ehemaliger slowakischer Fußballspieler.

## Werdegang
Šimon startete seine Profikarriere 1987 beim slowakischen Verein Dunajska Streda. Nach einigen Saisonen bei Dunajska Streda kam 1993 der Vereinswechsel zum FC Kosice. Nach seinem zweijährigen Aufenthalt in Kosice wechselte der damals 30-jährige Slowake, dessen markantes Merkmal die Glatze war, zum slowakischen Traditionsverein FC Spartak Trnava, bei dem er ebenfalls einen Zweijahresvertrag unterzeichnete.
In Österreich erlangte Julius Šimon relativ große Bekanntheit durch seinen Wechsel zum FK Austria Wien, bei dem der damalige Kapitän der slowakischen Nationalmannschaft zum Spielmacher avancieren sollte. Durch seine Ruhe und Übersicht entwickelte sich die damalige „Nummer 10“ rasch zum Publikumsliebling der Wiener „Veilchen“. Trotz seiner großen Beliebtheit bei den Fans, entschied die Vereinsführung bereits nach eineinhalb Jahren, ihn zu der SV Ried, einem Ligakonkurrenten, zu transferieren.
Weitere Stationen in Österreich waren der FAC, der ASK Kottingbrunn, Wiener Sportklub, SV Horn, FK White Star, SV Gablitz und schlussendlich der SC Columbia Floridsdorf, mit dem er in der Saison 2009/2010 den Meistertitel in der Wiener Stadtliga erlangte und daraufhin seine Karriere beendete.
Im Jahr 2012 war Šimon für vier Monate als Trainer des SC Ritzing in der Regionalliga Ost tätig.
Für das slowakische Nationalteam bestritt Šimon 23 Spiele, in denen er sechs Tore erzielen konnte.